# 奥田怜子
奥田 怜子（おくだ れいこ、1945年12月1日 - ）は、日本のイラストレーター、絵本作家。
東京都港区出身。多摩美術大学デザイン科卒業。第9回日本漫画家協会優秀賞受賞。

## 作品一覧

### 絵本（作・絵）
- 『ぼくはどじお』（フレーベル館）
- 『ねことふしぎなたまご』（白泉社）
- 『いただきます!』（小峰書店）
- 『ぼくはくいしんどろぼう』（PHP研究所）
- 『ともだちのき』（フレーベル館）
- 『ようふくやおしまい』（学研）
- 『今日はいい日』（「チャレンジ3年生」、ベネッセコーポレーション）
- 『おおかみくんのクリスマス』（「チャレンジ1年生」、ベネッセコーポレーション）
- 『みみちゃんとふしぎなにわ』（「チャレンジ1年生」、ベネッセコーポレーション）
- 『ぴーとさんたのおじいさん』（「チャレンジ1年生」、ベネッセコーポレーション）
- 『たねをまいたら』（「チャレンジ1年生」、ベネッセコーポレーション）

### 絵本（絵）
- 『びっくりレストラン』（舟崎克彦、佼成出版社）
- 『みつばちマーヤ』（高橋健二、集英社）
- 『モンプチ人形のぼうけん旅行』（舟崎克彦、金の星社）
- 『イソップ童話1年生』（三田村信行編、偕成社）
- 『ねずみのすもう』（世界文化社）
- 『なきむしつよがりきつねのズズト』（金森三千雄、大日本図書）
- 『しつけ絵本・がんばれがまんくん』（大曽根春樹、小学館）
- 『こぶたのハーモニカ』（こわせたまみ、ひかりのくに）
- 『クロはうちゅうねこ』（さとうまきこ、スピカ）
- 『ドラえもんのたべたいな 』（「小学館のとびだすえほん」、小学館）
- 『なんでもこわします』  （左近蘭子、小峰書店）
- 『あいつは気になるスーパーガール』（谷口洋子、小峰書店）
- 『赤ちゃん大好き1年生』（西本鶏介、あかね書房）
- 『がんばれゆうくん1年生』（西本鶏介、あかね書房）
- 『ともだちだいすき1年生』（西本鶏介、あかね書房）
- 『あこちゃんは1年生』（間所ひさこ、あかね書房）
- 『たからのかぎはどこにある!?』（こわせたまみ、PHP研究所）
- 『たけしとママロボ』（新倉みずよ、岩崎書店）
- 『くじらがとんだ日』（尾崎美紀、ひさかたチャイルド）
- 『ねことねずみ どこに いるの』（山口加椰、小学館）
- 『ちいねこめいたんてい』（こわせたまみ、小学館）
- 『おかしなおかしのけんきゅうじょ』（野本淳一、小峰書店）
- 『つよいのはだーれ』（木村裕一、偕成社）
- 『かばはかせとたんていがえる』（左近蘭子、国土社）